# Isméria
Az Isméria olasz
eredetű női név, Szűz Mária nagyanyjának Szent Emerencia egyik lányának a neve.

## Gyakorisága
Az 1990-es években szórványos név, a 2000-es években nem szerepel a 100 leggyakoribb női név között.

## Névnapok
ajánlott névnap
- március 25.[2]
- szeptember 28.[2]